# Marina Oswald
Marina Oswald (en ruso: Марина Николаевна Прусакова, Marina Nikolayevna Prusakova) (Molotovsk, 17 de julio de 1941) es la viuda de Lee Harvey Oswald, único acusado del asesinato de John F. Kennedy.

## Biografía

### Años tempranos
Marina Prusakova vivió con su madre y padrastro hasta 1957 cuando se trasladó a Minsk donde vivió con su tío, Ilya Prusakov, quien trabajaba para el Ministerio del Interior Soviético (MVD). Marina trabaja como farmacéutica en un hospital local, y en febrero de 1959 conoce a Lee Harvey Oswald en la Sala de Baile del Ayuntamiento local. Seis semanas después, la pareja contrae matrimonio. Al año siguiente tienen una hija.
Oswald pronto se desilusionaría de su vida en la Unión Soviética y, en junio de 1962, se le da permiso para regresar a Estados Unidos con su esposa e hija.

### Vida en Estados Unidos
Al llegar a Estados Unidos los Oswald son recibidos por la comunidad de rusos exiliados de Dallas y Fort Worth, el grupo más derechista y férreamente anticomunista de Estados Unidos. La organización, conocida como AFABN, (Amigos Americanos de la Naciones del Bloque Antibolchevique) financiada por la CIA y dirigida por Maydell, recibió a Lee Oswald y su esposa, y les ayudaron a establecerse. La familia Oswald se establece así en Fort Worth, Texas.
En este período viven con George De Mohrenschildt y su esposa Jeanne Le Gon, socia del ruso blanco Abraham Zapruder. Curioso contraste hacen los ricos y refinados De Mohresnchildt, y los Oswald, pobres y recién regresados de la Unión Soviética. Los mejores amigos de la pareja Oswald fueron el conde George De Mohrenschildt y su esposa Jeanne Le Gon, socia de Abraham Zapruder (que se haría famoso por filmar el asesinato de Kennedy). Este pulido personaje, fuertemente ligado a la CIA, era la antítesis de la pobreza de los Oswald. Amigo de George H. W. Bush, formaba parte de la élite petrolera de Texas. En octubre de 1962 De Mohrenschildt se convierte en el mejor amigo de Lee Harvey Oswald en Fort Worth. A sugerencia de él, Oswald decide mudarse a Dallas.

### Traslado a Dallas
Más tarde la familia vive en Dallas y Nueva Orleans. Oswald se convierte en un activista de izquierdas y se une al denominado Fair Play for Cuba Committee.

### Intento de asesinato del General Walker
Tiempo después, Marina testificaría que el 12 de abril de 1963 Oswald intentó asesinar al General Edwin Walker, un líder político de ultraderecha. En su declaración, Marina Oswald manifestó que, cuando le preguntó a su marido qué pasaba, el respondió que:
"...había tratado de dispararle al General Walker. Le pregunté quién era el General Walker; esperaba que me diera detalles acerca de su vida pero me dijo “Bueno, ¿que hubiera pasado si alguien hubiese detenido a Hitler en el momento preciso? Así que si no sé nada acerca del General Walker, ¿cómo puedo hablarles al respecto?.” Porque lo único que me dijo es que era algo parecido a un fascista.”

### Asesinato de Kennedy
Lee Harvey Oswald es visto en el Texas School Book Depository antes (11:55 h.) y después (12:31 h.) del tiroteo a John F. Kennedy. A las 12:33 Oswald abandona el edificio y a las 13:00h. llega a su casa; Earlene Roberts, su casera, declararía más tarde que a poco de sucedido esto un auto de policía se colocó afuera e hizo sonar dos veces su sirena. Roberts afirmó que Oswald abandonó el edificio ahí. 
Oswald fue capturado en el Cine Texas, propiedad de Howard Hughes. Al ser interrogado por la Policía de Dallas, niega en todo momento estar involucrado en el asesinato de Kennedy, asegurando que simplemente era un “patsy” (término usado por la Mafia que describe a aquellos usados para culpar de crímenes que no habían cometido).
La película JFK de Oliver Stone relata una versión donde el asesinato de Kennedy es cometido por el esposo de Marina, encarnada por la actriz polaca Beata Poźniak.

### Asesinato de su marido
El 24 de noviembre de 1963 Lee Harvey Oswald es trasladado a la cárcel del Condado. Cuando camina por el subterráneo del Cuartel de Policía, un hombre se le acerca y le dispara en el estómago. El pistolero, rápidamente reducido por la policía, es identificado como Jack Ruby. Lee Harvey Oswald muere más tarde.
Después del asesinato de John F. Kennedy, Marina fue detenida por el FBI y recluida en el Inn of the Six Flags Hotel. Amenazada con ser deportada, accede a dar toda la información que posee. Es asistida en todo momento, como traductor, por Jack Crichton, socio de George H. W. Bush. Esta fue la información usada por la Comisión Warren para afirmar que su marido había sido un 'asesino solitario'

### Actualidad
En los años 90 se vio involucrada en una campaña para limpiar el nombre de su exesposo. En abril de 1996 escribió: 
“En el tiempo del asesinato de ese gran presidente que todos amabamos, yo creí la “evidencia” que nos presentaba el Gobierno, y llegué a creer que Lee Harvey Oswald era el asesino. Por la información actualmente disponible creo que era sólo un informante del FBI y que no asesinó al Presidente Kennedy.”